# Klaus Reichel

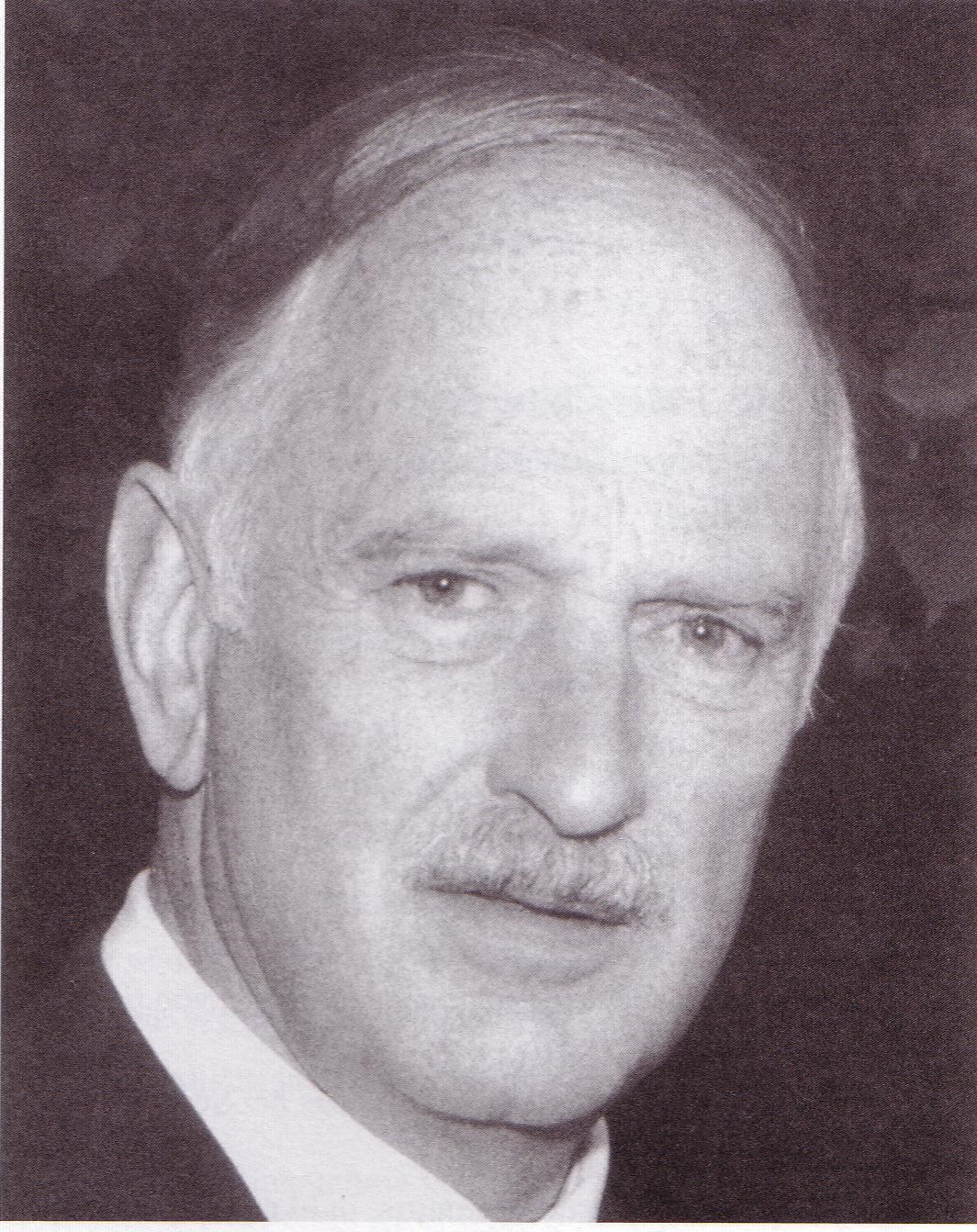
Klaus Reichel, um 1990

Klaus Reichel (* 29. März 1934 in Nordhausen; † 22. November 1996 auf Phuket in Thailand) war ein deutscher Chirurg und Hochschullehrer. 

## Leben
Reichel stammt aus einer alten Breslauer Arzt- und Chirurgenfamile. Seine Eltern waren der Arzt Hans-Joachim Reichel und dessen Ehefrau Marie. Reichel wuchs in Wesenberg (Mecklenburg), Neustrelitz, Krakau und Braunschweig auf. Sein Abitur erlangte er am humanistischen Windthorst-Gymnasium Meppen. Ab 1953 studierte er Medizin, zunächst an der Universität zu Köln, wo er 1954 Mitglied des Corps Silesia Breslau wurde. Nach weiteren Studien an der Universität Wien und der Georg-August-Universität Göttingen legte er am 12. Dezember 1959 an der Ludwig-Maximilians-Universität München sein Staatsexamen mit der Note sehr gut ab. Noch im Jahr 1959 wurde er dort cum laude zum Dr. med. promoviert.
Nach erster Tätigkeit als Medizinalassistent bei H. Broichmann in Bocholt und K. Thurau am Institut für Physiologie der Universität Göttingen wurde Reichel 1963 Assistenzarzt an der chirurgischen Universitätsklinik München bei Rudolf Zenker. 1967 ging er mit Hans Georg Borst an die Medizinische Hochschule Hannover (MHH). Bei ihm habilitierte er sich 1970. 1972 wurde er Oberarzt bei Rudolf Pichlmayr am neugegründeten Lehrstuhl für Abdominal- und Transplantationschirurgie der MHH. Die MHH ernannte ihn 1974 zum Professor. 1975 wechselte er als Chefarzt an das Krankenhaus Siloah in Hannover. Er führte  1977 die seit 1923 bekannte Choledochoskopie, 1979 die Arthroskopie und 1990 als erster in Hannover die Minimalinvasive Chirurgie ein. Zwischen Dezember 1990 und März 1994 wurden 2356 Patienten mit dieser Methode operiert. Für den  Berufsverband der Deutschen Chirurgen wurden schon seit 1985 Operationskurse laparoskopischer Chirurgie angeboten.
Reichel war 1988 Vorsitzender der Vereinigung Nordwestdeutscher Chirurgen und von 1992 bis 1994 Vorsitzender des Ärztevereins Hannover. 1994 erhielt er die Ehrenplakette der Ärztekammer Niedersachsen. Während einer Reise zum 30. Weltkongress des International College of Surgeons in Kyoto starb er mit 62 Jahren an den Folgen einer Herzerkrankung.
Reichel war verheiratet und hatte zwei Kinder.

## Werke
- Relaparotomie nach Vagotomie, in: Rudolf Pichlmayr: Postoperative Komplikationen – Prophylaxe und Therapie. Springer 1976. ISBN 978-3540077008.
- Anwendung von Nähapparaten in der Magenchirurgie, in: Horst Hamelmann, Arnulf Thiede: Maschinelle Nahttechniken in der Abdominalchiurgie. Thieme 1982. ISBN 978-3136273012.